# داشبلاغ پائین
داشبلاغ پائین یکی از روستاهای استان آذربایجان شرقی است که در دهستان چاراویماق جنوب غربی بخش مرکزی شهرستان چاراویماق واقع شده‌است.این روستا ۱۳۷ نفر جمعیت دارد.